# Starbucks
«Старбакс» (англ. Starbucks) — найбільша міжнародна мережа кафе швидкого обслуговування американської фірми Starbucks Corporation зі штаб-квартирою у Сіетлі у штаті Вашингтон. Кав'ярні розташовані у 55 країнах світу, а їхня загальна кількість станом на листопад 2011 року становить 17 009 закладів. З них 11 000 закладів розташовані у США, понад 1 000 в Канаді, 700 у Великій Британії та 150 у Туреччині.
У ресторанній мережі «Старбакс» продаються передусім свіжозварена кава, гарячі кавові напої на основі еспресо, холодні й гарячі безалкогольні напої, кавові боби, салати, канапки та паніні, печиво. У кафе «Старбакс» можна також придбати чашки і склянки, сувенірні та подарункові книжки, звукозаписи і фільми, а в продуктових магазинах — фірмове морозиво та каву.
Компанія була заснована у Сіетлі 30 березня 1971 року та займалась переробкою і продажем бобів кави. Компанія швидко розвивалась і вже у 1990-х відкривала щодня по новій кав'ярні. Перший заклад за межами США був відкритий у Канаді у середині 1990-х років і зараз діяльність за межами США становить третину бізнесу компанії.
З 1997 року Starbucks започаткувало традицію до зимових свят використовувати особливе червоне горнятко, яке передавало б увесь дух різдвяного сезону. 2016 року компанія Starbucks вперше запропонувала клієнтам самостійно розмалювати чашки та поділитися своїми результатами в Instagram. За 8 днів до організаторів конкурсу надійшло понад 1200 робіт з 13 країн світу, серед яких найкращою визнано роботу українки за походженням Анни Буччіареллі (Шинлова). У дизайні, крім традиційних засніжених будиночків, ялинок і Санти можна помітити рослинні орнаменти петриківського розпису.

## Скандали
В Україні компанія «Старбакс» стала відома завдяки скандалу, що розгорівся через офіційну сторінку мережі в Україні у соціальній мережі Facebook. Адміністратори сторінки оголосили, що вестимуть її російською мовою, після чого офіційна сторінка отримала кілька сотень негативних коментарів та дизлайків. Адміністрація Facebook видалила цю сторінку. Згодом офіційні представники «Старбакс» відхрестилися від своїх офіційних представників в Україні.

## Цікаві факти
- Про трансформацію логотипу компанії Старбакс. Їх перший логотип був чорно-білий з зображенням русалки та написом "Starbucks. Fresh roasted coffee"  У 1983 році компанія бере на роботу Говарда Шульца головним маркетологом. Після поїздки Говарда до Італії, він переконаний, що Старбакс має зосередитись на еспресо. Але тодішнє керівництво не бачило у цьому перспектив і Говард створив власну кав'ярню з назвою  Il Giornale.   У 1987 році власники Старбакс вирішили продати компанію і Говард Шульц скористався нагодою та купив її за 3,8 млн доларів. І почав реформувати її згідно своїх уявлень. Логотип також зазнав змін. Колір  з чорного змінився на зелений.  В 1992 році на логотипі чорне коло, яке його обрамляло, стало зеленим і сама русалка стала трохи більшою.  В 2008 році Старбакс хотіли повернутись назад до свого чорного лого, але клієнтам такі зміни категорично не сподобались і вони були змушені повернутись до зеленого логотипу.  В 2011 році логотип знову зазнав змін. Зовнішнє коло взагалі прибрали, також прибрали слово Starbucks і саму русалку збільшили в розмірах. [Архівовано 23 жовтня 2020 у Wayback Machine.]
- Столи в Starbucks розставлені по колу. Таким чином, виходить, що ти начебто перебуваєш на самоті, але в той же час — у компанії.[10]
- Американська мережа кав'ярень Starbucks Corp. планувала повністю відмовитися від використання одноразових пластикових соломинок для напоїв до 2020 року.[11]